# Alina Buschma
Alina Buschma (ukrainisch Аліна Бушма; * 6. Dezember 2000 in Kiew) ist eine ukrainische Squashspielerin.

## Karriere
Alina Buschma spielte 2016 erstmals auf der PSA World Tour, auf der ihr im Mai 2022 ihr erster Finaleinzug gelang. Im Mai 2023 gewann sie schließlich ihren ersten Titel, im März 2025 folgte der zweite. Ihre höchste Platzierung in der Weltrangliste erreichte sie mit Rang 62 am 24. März 2026. Mit der ukrainischen Nationalmannschaft nahm sie 2014 erstmals an den Europameisterschaften teil und gehörte auch 2018 und 2019 zum EM-Kader. Sie vertrat die Ukraine bei den Europameisterschaften im Einzel ebenfalls 2019. Im Achtelfinale schied sie gegen Anna Serme aus. 2017 startete sie bei den World Games und unterlag in der ersten Runde Joey Chan. 2019 wurde sie ukrainische Landesmeisterin.
Seit 2019 studiert Buschma Computing und Security Technology an der Drexel University, für das sie auch im College Squash aktiv ist.

## Erfolge
- Gewonnene PSA-Titel: 2
- Ukrainische Meisterin: 2019